# سرجیو گالدوس
 سرجیو گالدوس (انگلیسی: Sergio Galdós؛ زاده ۲ ژانویهٔ ۱۹۹۰) یک تنیس‌باز اهل پرو است.